# Sheffield Shield 2006/07
Der Sheffield Shield 2006/07, aus Gründen des Sponsorings auch Pura Cup 2006/2007, war die 114. Saison des nationalen First-Class-Cricket-Wettbewerbes in Australien. Gewinner war Tasmanien, die somit ihren ersten Sheffield Shield gewannen.

## Format
Die Mannschaften spielten in einer Division gegen jede andere jeweils zwei Spiele. Für einen Sieg erhielt ein Team zunächst 6 Punkte, für ein Unentschieden (beide Mannschaften erzielen die gleiche Anzahl an Runs) 3 Punkte. Sollte kein Ergebnis erreicht werden und das Spiel in einem Remis enden zählen die Resultate nach dem ersten Innings. Dabei gibt es zwei Punkte für einen Sieg, und einen Punkt im Falle eines Unentschiedens und keinen im Falle einer Niederlage. Sollte das Spiel nach dem zweiten Innings verloren werden, obwohl das erste Innings gewonnen wurde gibt es zwei Punkte. Des Weiteren ist es möglich das Mannschaften Punkte abgezogen bekommen, wenn sie beispielsweise zu langsam spielen oder der Platz nicht ordnungsgemäß hergerichtet ist. Bei Punktgleichheit wird die Platzierung zuerst nach der Anzahl der Siege und anschließend nach dem Quotient der Runs die Pro Wickets benötigt werden und die man selbst pro Wicket erzielt. Am Ende der Saison spielen die beiden Gruppenersten im Finale den Gewinner des Sheffield Shields aus.

## Resultate
Tabelle
Die Tabelle der Saison nahm Ende die nachfolgende Gestalt an.
| Teams             | Sp. | S | N | U | R | LWF | DWF | DTF | DLF | Ded | Punkte | Q     |
| ----------------- | --- | - | - | - | - | --- | --- | --- | --- | --- | ------ | ----- |
| Tasmanien         | 10  | 6 | 2 | 0 | 0 | 0   | 1   | 0   | 1   | 0   | 38     | 1.017 |
| New South Wales   | 10  | 4 | 2 | 0 | 0 | 1   | 1   | 0   | 2   | 0   | 28     | 1.042 |
| Victoria          | 10  | 4 | 2 | 0 | 0 | 1   | 0   | 0   | 3   | 0   | 26     | 1.112 |
| Queensland        | 10  | 4 | 4 | 0 | 0 | 0   | 1   | 0   | 1   | 0   | 26     | 0.920 |
| Western Australia | 10  | 3 | 3 | 0 | 0 | 1   | 3   | 0   | 0   | 0   | 26     | 1.206 |
| South Australia   | 10  | 1 | 5 | 0 | 0 | 1   | 2   | 0   | 1   | 0   | 12     | 0.776 |

### Spiele
| 13. – 15. Oktober Scorecard | Brisbane | Queensland 196 (72.1) & 184 (70.1) | – | Tasmanien 334 (95.5) & 47-3 (9.4) |
|                             |          | Tasmanien gewinnt mit 7 Wickets    |   |                                   |

| 15. – 18. Oktober Scorecard | Perth | Western Australia 608-3d (140) | – | Victoria 297 (94.5) & 429-5 (137) (f/o) |
|                             |       | Remis                          |   |                                         |

| 17. – 20. Oktober Scorecard | Sydney | South Australia 399-9d (106.4) & 198 (71.5) | – | New South Wales 304 (80.2) & 190-5 (76.3) |
|                             |        | Remis                                       |   |                                           |

| 22. – 25. Oktober Scorecard | Perth | Tasmanien 553-7d (153) & 200-7d (47.2) | – | Western Australia 353-5d (98) & 394 (80.3) |
|                             |       | Tasmanien gewinnt mit 6 Runs           |   |                                            |

| 27. – 30. Oktober Scorecard | Brisbane | New South Wales 323 (80.3) & 308 (104) | – | Queensland 307 (82.3) & 250 (89.4) |
|                             |          | New South Wales gewinnt mit 74 Runs    |   |                                    |

| 27. – 30. Oktober Scorecard | Adelaide | Victoria 385-6d (128) & 246-6d (64) | – | South Australia 282 (100.3) & 134 (85.3) |
|                             |          | Victoria gewinnt mit 215 Runs       |   |                                          |

| 3. – 5. November Scorecard | Adelaide | South Australia 154 (65.3) & 267 (88.1) | – | New South Wales 288 (86.1) & 135-8 (24.5) |
|                            |          | New South Wales gewinnt mit 2 Wickets   |   |                                           |

| 12. – 14. November Scorecard | Perth | Western Australia 208 (70.5) & 285 (87.4)        | – | Queensland 509 (125.1) |
|                              |       | Queensland gewinnt mit einem Innings und 16 Runs |   |                        |

| 14. – 17. November Scorecard | Melbourne | Victoria 429-6d (124) & 192-1 (67) | – | Tasmanien 518 (153.3) |
|                              |           | Remis                              |   |                       |

| 24. – 27. November Scorecard | Sydney | Western Australia 351 (122.3) & 305-5d (73) | – | New South Wales 314 (114.2) & 198-8 (67.4) |
|                              |        | Remis                                       |   |                                            |

| 24. – 27. November Scorecard | Melbourne | Queensland 272 (81) & 293-9d (102) | – | Victoria 253 (88.4) & 222 (84) |
|                              |           | Queensland gewinnt mit 90 Runs     |   |                                |

| 6. – 9. Dezember Scorecard | Hobart | South Australia 349 (121) & 270-5d (77) | – | Tasmanien 305 (116.5) & 275-7 (58.4) |
|                            |        | Remis                                   |   |                                      |

| 15. – 17. Dezember Scorecard | Adelaide | Queensland 192 (88) & 363 (106.2) | – | South Australia 171 (55.2) & 104 (34) |
|                              |          | Queensland gewinnt mit 280 Runs   |   |                                       |

| 15. – 18. Dezember Scorecard | Melbourne | New South Wales 249 (86) & 268 (106.3)         | – | Victoria 580-6d (169) |
|                              |           | Victoria gewinnt mit einem Innings und 63 Runs |   |                       |

| 19. – 22. Dezember Scorecard | Hobart | Tasmanien 328 (99) & 145-2 (42) | – | Queensland 144 (52.5) & 328 (93.4) (f/o) |
|                              |        | Tasmanien gewinnt mit 8 Wickets |   |                                          |

| 16. – 19. Januar Scorecard | Sydney | New South Wales 189 (75.3) & 299 (94.1) | – | Victoria 129 (38.1) & 362-7 (113.2) |
|                            |        | Victoria gewinnt mit 3 Wickets          |   |                                     |

| 19. – 20. Januar Scorecard | Perth | South Australia 114 (48.4) & 120 (41.4)                 | – | Western Australia 289-9d (90.4) |
|                            |       | Western Australia gewinnt mit einem Innings und 55 Runs |   |                                 |

| 19. – 22. Januar Scorecard | Hobart | Tasmanien 328 (99) & 145-2 (42) | – | Queensland 144 (52.5) & 328 (93.4) (f/o) |
|                            |        | Tasmanien gewinnt mit 8 Wickets |   |                                          |

| 26. – 29. Januar Scorecard | Melbourne | South Australia 398 (135) & 204-5d (62) | – | Victoria 281-4d (92) & 324-7 (86) |
|                            |           | Victoria gewinnt mit 3 Wickets          |   |                                   |

| 27. – 29. Januar Scorecard | Sydney | New South Wales 540-5d (141)                           | – | Tasmanien 133 (49.1) & 242 (77.4) (f/o) |
|                            |        | New South Wales gewinnt mit einem Innings und 165 Runs |   |                                         |

| 28. – 30. Januar Scorecard | Brisbane | Queensland 139 (59.5) & 133 (50.2)                      | – | Western Australia 317 (93.4) |
|                            |          | Western Australia gewinnt mit einem Innings und 45 Runs |   |                              |

| 9. – 11. Februar Scorecard | Perth | New South Wales 270 (81.4) & 279 (81.4) | – | Western Australia 152 (28.4) & 209 (57.2) |
|                            |       | New South Wales gewinnt mit 188 Runs    |   |                                           |

| 9. – 12. Februar Scorecard | Brisbane | South Australia 377 (103.1) & 346-6d (99) | – | Queensland 409-9d (117.5) & 20-0 (4.4) |
|                            |          | Remis                                     |   |                                        |

| 12. – 15. Februar Scorecard | Hobart | Victoria 283-9d (86) & 338 (107.4) | – | Tasmanien 308-9d (97.3) & 314-7 (85.4) |
|                             |        | Tasmanien gewinnt mit 3 Wickets    |   |                                        |

| 1. – 4. März Scorecard | Sydney | New South Wales 613-4d (140) & 215-3d (45) | – | Queensland 464-8d (129.5) & 355-8 (65) |
|                        |        | Remis                                      |   |                                        |

| 1. – 4. März Scorecard | Melbourne | Western Australia 372-8d (120) & 271-7d (61) | – | Victoria 298 (110) & 182-9 (85) |
|                        |           | Remis                                        |   |                                 |

| 1. – 4. März Scorecard | Adelaide | South Australia 139 (56.2) & 269 (97.1) | – | Tasmanien 337 (117) & 72-2 (24.3) |
|                        |          | Tasmanien gewinnt mit 8 Wickets         |   |                                   |

| 8. – 10. März Scorecard | Brisbane | Queensland 119 (48.2) & 269 (72.1) | – | Victoria 165 (55) & 122 (48.5) |
|                         |          | Queensland gewinnt mit 101 Runs    |   |                                |

| 8. – 11. März Scorecard | Hobart | Tasmanien 370 (101) & 183-3 (43) | – | New South Wales 53 (31.1) & 498 (173.5) (f/o) |
|                         |        | Tasmanien gewinnt mit 7 Wickets  |   |                                               |

| 8. – 11. März Scorecard | Adelaide | South Australia 260 (82.1) & 366-7d (106.4) | – | Western Australia 335 (111.1) & 230 (66) |
|                         |          | South Australia gewinnt mit 61 Runs         |   |                                          |

### Finale
| 19. – 23. März Scorecard | Hobart | Tasmanien 340 (107.5) & 460 (168.2) | – | New South Wales 230 (75.4) & 149 (34.5) |
|                          |        | Tasmanien gewinnt mit 421 Runs      |   |                                         |